# Aeta

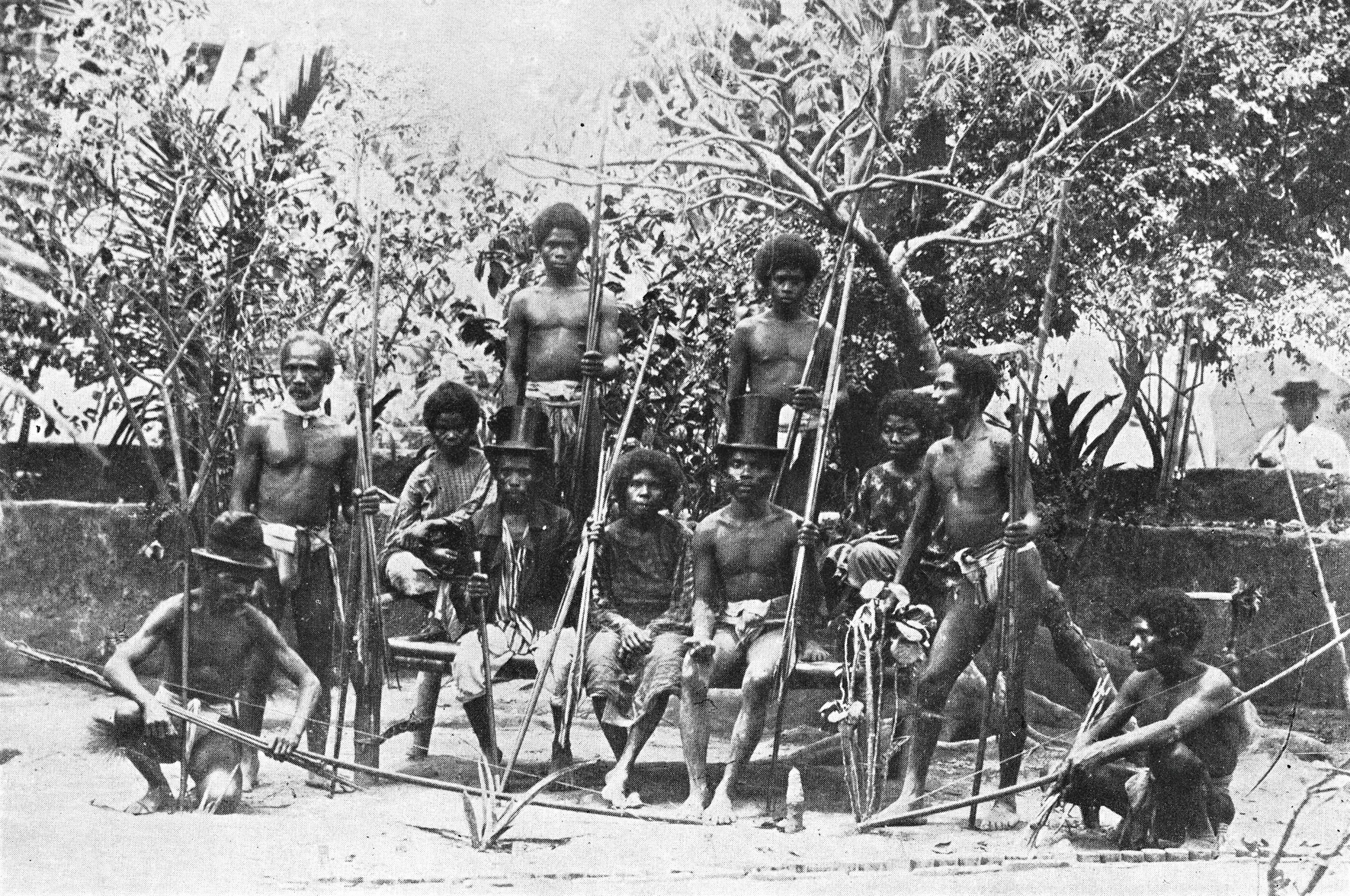
Een groep Aeta aan het einde van de negentiende eeuw

De Aeta (ook wel Agta of Ayta genoemd) zijn een negritovolk van de Filipijnen. De Aeta leefden tot voor kort als jagers en verzamelaars. Zij zijn waarschijnlijk een relictbevolking van de grote diaspora uit Afrika, het koloniseren van Azië door de vroege moderne mens. De Aeta bezitten het grootste aandeel van Denisova-DNA van alle onderzochte moderne mensengroepen, 30-40% meer dan de Melanesiërs en Australische Aborigines.
DNA-onderzoek heeft uitgewezen dat zij, ondanks hun uiterlijke gelijkenis daarmee, niet bijzonder nauw verwant zijn met de Afrikaanse pygmeeën.

## Demografie
Tegenwoordig bestaat het Aeta-volk nog uit zo'n 2000 mensen verdeeld over ongeveer 400 huishoudens. Ze wonen voornamelijk in de negen gemeenten in het nationale park Northern Sierra Madre Natural Park. Dit beslaat zo'n 360.000 hectare en ligt in het noordelijke deel van het Sierra Madregebergte in de provincie Isabela op Luzon.

## Levensverwachting
Evenals Afrikaanse pygmeeën hebben Aeta een zeer hoge vruchtbaarheid, worden ze zeer snel volwassen, en verouderen ze zeer snel. De vruchtbaarheid ligt bij zeven kinderen per vrouw, terwijl de levensverwachting bij de geboorte slechts 23 jaar is. Andere bronnen noemen zelfs 16,5 jaar. Slechts een derde van alle kinderen haalt de leeftijd van 15 jaar, en op dat punt bedraagt de levensverwachting nog steeds slechts 27,3 jaar. De lichamelijke en seksuele volwassenheid wordt op een leeftijd van 12 of 13 bereikt. 
- Bibliothèque nationale de France: cb12184217h (data)
- Library of Congress Control Number: sh85001485
- Nationale Bibliotheek van Israël: 987007293838805171
- Système universitaire de documentation: 030426022